# Iron Springs
Ne doit pas être confondu avec Iron Springs (Alberta).
Iron Springs est une communauté non-incorporée située dans le centre du comté de Yavapai dans l'État de l'Arizona aux États-Unis. La communauté est située dans la forêt nationale de Prescott. Iron Springs est située au nord-ouest de Arizona, le siège de comté. Bien que la communauté d'Iron Springs ne soit pas incorporée, elle a un bureau de poste et le code postal de 86330. L'altitude de la communauté est de 1 851 m.

## Annexe